# Alessandra Guerra
Alessandra Guerra (Udine, 1963) és un política italiana. Es graduà en lletres i ha treballat com a professora d'ensenyament mitjà, alhora que ha col·laborat en alguns museus.
Militant de la Lliga Nord, fou elegida consellera regional a les eleccions regionals de Friül-Venècia Júlia de 1993 i nomenada assessora de cultura. Durant la crisi política de 1994, fou nomenada presidenta interina de la regió fins al 1995, quan deixà el càrrec per a presidir la junta regional.
A les eleccions regionals de Friül-Venècia Júlia de 2003 fou candidata de la Casa de les Llibertats a la presidència regional, va obtenir el 42,3% dels vots, però fou derrotada pel candidat de centreesquerra Riccardo Illy. A les de 2008 abandonà la Lliga Nord i ingressà al Partit Democràtic, donant suport la candidatura de Riccardo Illy.
És autora del llibre Guerra & pace. Donne e politica tra violenza e speranza (Scaffale del nuovo millennio) (2009).